# 이미자 (성우)
이미자(李美子, 1958년 9월 6일 ~ )는 대한민국의 성우이다. 1982년 MBC 8기 공채 성우로 데뷔하였다.

## 성우 활동
데뷔부터 성우 활동 전반에 걸쳐 소년 역이 주류를 이루었다. 연기 폭이 좁다거나 소녀 역 등이 불가능한 것은 아니지만 그녀의 깔끔하고 능숙한 소년 연기에 소년 역 캐스팅이 많았으며, 소년 역할이 많은 애니메이션은 이러한 현상을 더욱 두드러지게 했다. 박영남, 한인숙, 손정아, 이선호, 이선주, 정미숙, 양정화, 김서영 등과 함께 소년 역할 전문 여성 성우로 분류된다.
그러나 2004년에 투니버스가 방송하기 시작한 아따맘마에서 억척스러운 엄마 역할(사실상의 주연)을 맡게 되면서 시청자들의 이목이 집중되었고, 실제 연기도 소년 역할을 맡을 때만큼이나 수준급이어서 호평을 받았다. 특히 이 작품 일본판의 엄마 역할 성우인 와타나베 쿠미코 역시 이미자처럼 소년 역할 전문이라는 점이 뒤늦게 알려지면서 상당한 화제가 되었었다.

## 주요 출연작

### 애니메이션
- 감바의 모험 (MBC) - 박사
- 개구리 중사 케로로 (투니버스) - 강우주
- 고미의 만화 호기심 천국(SBS) - 고동이
- 공상과학세계 걸리버 보이 - 에디슨
- 괴짜가족 (투니버스) - 오오사와기 고테츠(변태지)
- 기파이터 태랑(MBC)
- 기신병단 (투니버스) - 강철
- 꼬꼬리코 돌격대 (SBS) - 로시타
- 꼬마마녀 노노 (MBC) - 쟝
- 꼬마 마법사 레미 포르테 (MBC) - 마죠프리마, 마죠록산느
- 낚시왕 강바다 (MBC) - 용
- 내일은 축구왕 (애니맥스) - 강풍
- 내 친구 해치 (SBS) - 서여름
- 다!다!다! (투니버스) - 민우주
- 닥터 슬럼프 (MBC) - 도롱이
- 덕수학교&장흥회덕중학생 -  조연 다수
- 덱스터의 실험실 (투니버스) - 엄마
- 동글동글 문어빵맨 (재능TV) - 텐텐
- 동물 보물섬 (MBC)
- 드래곤볼 Z - 손오반
- 드림킥스 (SBS) - 로이
- 디 그레이맨(애니맥스) - 알렌 워커
- 디어 브라더 - 이치노미야 후키코(우미경)
- 따라해요 붐치키붐 (KBS) - 아도
- 똑똑박사 에디 - 크롱, 로디
- 로봇용사 다그온 (SBS) - 라이
- 루비 글룸 - 프랭크&렌
- 마법사 토토 (MBC)
- 말괄량이 뱁스 (MBC) - 새미 / 마녀 샌디(변신한 모습)
- 맑음 때때로 뿌이뿌이 (애니원) - 오동글
- 명랑 개구리 뽕키치 (재능TV) - 양만호 / 고릴라 엄마 / 사모님 / 도토리집 원장
- 명탐정 코난 (15기) (투니버스) - 방기숙
- 모험왕 걸리버 (MBC) - 에디슨
- 모험유기 플러스터 월드 - 카나메 토마
- 못말리는 아이들 (MBC)
- 무적뱅커 크로켓 (챔프) - 크로켓
- 바우와우 (VIDEO)
- 범퍼킹 재퍼(SBS) - 기가 / 빅센
- 북극소년 나누크 (MBC) - 나누크
- 부탁해 마이 멜로디(SBS) - 크로미, 마이 멜로디의 가족들
- 뽀롱뽀롱 뽀로로 (EBS) - 크롱, 로디
- 사랑의 천사 웨딩피치 (투니버스) - 아프로디테 / 통통 / 클라우드 / 아쿠엘다 / 하나사키 사쿠라(세레스)
- 소닉 X (재능TV) - 크리스토퍼 손다이크
- 수왕성 (애니맥스) - 토르
- 수퍼보이 (MBC) - 로코
- 스피드왕 번개 (SBS) - 김판돌 / 하주빈 / 아라 엄마
- 슬레이어즈 프리미엄 (애니박스) - 여자
- 슬레이어즈 스페설 - 죠세핀
- 시간탐험대 (MBC) - 리키
- 시골소녀 폴리아나 (MBC)
- 신비아파트 크리스마스 특별편: 할머니의 소원, 북에서 온 밀동귀 (투니버스) - 만식 엄마
- 신비한 바다의 나디아 (MBC) - 장 로크 라르티그 / 나디아의 어머니
- 아따맘마 (투니버스) - 엄마 (한애숙)
- 새로운 아따맘마 (투니버스) - 엄마 (한애숙)
- 아따맘마 2023 (브라보키즈) - 엄마 (한애숙)
- 아따아따 (투니버스) - 포요타 효가 (영웅)
- 알렉스의 모험 (MBC)
- 알프스의 메아리 (MBC) - 베르너(차남)
- 야옹야옹 빌리 (MBC) - 빌리
- 얼렁뚱땅 반쪽이네 (재능TV) - 반쪽이
- 엉뚱발랄 콩순이와 친구들 6기 (KBS) - 외할머니
- 에이스를 노려라 - 아이카와 마키(한나리)
- 여기는 공원 앞 파출소 (투니버스) - 할머니
- 오리대장 꽉꽉 (SBS)
- 올림포스 가디언 (SBS) - 지우, 데메테르
- 요술소녀 (MBC)
- 용감한 죠리 (MBC)
- 용의전설 레전더 (SBS) - 용이
- 용자지령 다그온 - 우츠미 라이
- 우주에서 온 모자코 (투니버스) - 하늘
- 우주탐사대 (투니버스)
- 우주 손오공 (불교TV)
- 울트라맨 (MBC) - 에스더
- 웹 고스트 피포파 - 강은찬
- 유령대소동(MBC)
- 은하철도999(1996년/MBC) - 김철
- 은하철도999(1979년 극장판, 1999년 VIDEO판) - 강철
- 안녕! 은하철도999(1981년 극장판, 1999년 VIDEO판) - 강철
- 이웃집 아이들의 무시무시한 모험 (카툰네트워크) - 2호 / 362호
- 재키와 머피 (MBC)
- 전사 라이안 - 마쏘네
- 전설의 총사 아스타 (재능TV) - 한수영
- 절대무적 라이징오(MBC) - 차돌이
- 쥬라기 원시전 (MBC)
- 진월담 월희 (애니맥스) - 히스이 / 소년 시키 / 아오자키 아오코
- 천공의 성 라퓨타 (VIDEO) - 파즈
- 천녀유혼 - 나무요괴
- 천사소녀 새롬이 - 진철
- 천재소년 지미 뉴트론(MBC) - 칼 위저
- 철인 28호 FX(MBC) - 백솔개
- 축구왕 슛돌이 (SBS) - 슛돌이
- 치로와 친구들 (챔프) - 찰리
- 코드네임 키즈 넥스트 도어 - 2호
- 쿠션키즈 (애니원) - 퉁퉁이
- 큐빅스(SBS) - 하늘
- 크러시기어 니트로 (재능TV) - 진우승
- 테니스의 여왕 (MBC) - 오혜리의 친구
- 톰 소여의 모험 (MBC) - 톰 소여
- 트랙시티 (SBS) - 지니
- 팬텀 2040 (MBC)
- 펭킹 라이킹 (MBC) - 손오공
- 포포의 이야기 나라 (MBC)
- 피그마리오 (MBC) - 쿠르트
- 피터팬의 모험 (MBC) - 피터팬
- 핑크팬더 (MBC)
- 하얀마음 백구 (SBS) - 동이
- 합체용사 플러스터 (재능TV) - 토마
- 허클베리핀의 모험 (투니버스) - 허크
- 흙꼭두장군 (MBC)
- 토리코 (카툰네트워크) - 할머니
- 도비도비 (MBC)
- 꼬마유령 캐스퍼 : 메리 고스트마스 (카툰네트워크) - 캐스퍼
- 꼬마유령 캐스퍼 : 새로운 모험 (카툰네트워크) - 캐스퍼
- 꼬마유령 캐스퍼 : 학교에 무슨 일이 (카툰네트워크) - 캐스퍼
- 핑구 (비디오) - 핑구
- 그림명작동화 (MBC)
- 세계명작동화 (SBS)
- 강철수염과 게으른 동네 (EBS) - 지기
- 고양이 탐정 허클 (EBS) - 허클
- 노마는 평범해 (EBS) - 노마
- 막내둥이 또또 (EBS) - 또또
- 말썽꾸러기 띠떼프 (EBS) - 어리버리
- 미운오리 새끼 페오 (EBS) - 페오
- 악동클럽 (EBS) - 올리버
- 야! 러그래츠 (EBS) - 처키
- 컸다, 러그래츠 (EBS) - 처키
- 조지가 줄었어요 (EBS) - 조지
- 행복배달부 팻 아저씨 (EBS) - 고긴스
- 포켓몬스터 W (투니버스) - 마자용

### 극장용 애니메이션
- 닥터 슬럼프 극장판 - 응짜! 사랑을 담아, 펭귄마을 올림 (카툰네트워크) - 도롱이
- 소닉 더 헤지호그 OVA - 소닉 더 헤지호그
- 케로로 중사 극장판 1기 - 최종병기 키루루 (투니버스) - 히나타 후유키(강우주)
- 케로로 중사 극장판 2기 - 심해의 프린세스 (투니버스) - 히나타 후유키(강우주)
- 케로로 중사 극장판 3기 - 케로로 대 케로로 천공대결전 (투니버스) - 히나타 후유키(강우주)
- 케로로 더 무비: 드래곤 워리어 (투니버스) - 히나타 후유키(강우주)
- 케로로 더 무비: 기적의 사차원섬 (투니버스) - 히나타 후유키(강우주)
- 늑대아이 (MOVIE) - 니라사키 아줌마
- 뽀로로 극장판 슈퍼썰매 대모험 (MOVIE) - 크롱
- 뽀로로 극장판 공룡섬 대모험 (MOVIE) - 크롱
- 뽀로로 극장판 보물섬 대모험 (MOVIE) - 크롱
- 뽀로로 극장판 바닷속 대모험 (MOVIE) - 크롱
- 코코 - 아부엘리타
- 메이의 새빨간 비밀 - 핑 이모할머니

### 영화
- 아이덴티티(SBS) - 캐롤라인 (리베카 데 모네이) 역
- 구니스 (MBC) - 데이터 (조너선 케 콴)
- 거북이도 난다(SBS) - 헹곱(히레쉬 페이살 라흐만)
- 그렘린II(MBC)
- 록키 5(MBC)
- 집행자(SBS) - 콜레트 (데버러 카라 엉거) 역
- 마이 걸(MBC) - 토마스 (매컬리 컬킨) 역
- 처음 만나는 자유(SBS)
- 스토리 오브 어스(SBS) - 조쉬 (제이크 샌드빅) 역
- 이연걸의 영웅(MBC, SBS) - 공고 (사묘) 역
- 이연걸의 소림오조(MBC, SBS) - 주소천 (엽덕한)(MBC) / 홍문정 (사묘)(SBS) 역
- 도망자(MBC)
- 터미네이터2(MBC) - 존 (에드워드 펄롱) 역
- 시카고(MBC) - 준 (디어드리 굿윈) 역
- 상하이 나이츠(MBC)
- 마르셀의 여름(MBC) - 폴 (빅토리앵 들라마르) 역
- 이연걸의 탈출(MBC)
- 더블 크라임(MBC) - 마가렛 (로마 마피아) / 메티(스펜서 트리트 클라크) 역
- 디 아더스(MBC) - 니콜라스 (제임스 벤틀리) 역
- 닥터 두리틀(MBC)
- 탄생(MBC) - 숀 (캐머런 브라이트) 역
- 개같은 내 인생(MBC) - 잉마르 (앤턴 글랜제리어스) 역
- 네버 엔딩 스토리2(MBC) - 바스챤 (조너선 브랜디스) 역
- 코러스(MBC) - 어린 모랑주 (장바티스트 모니에) 역
- 코어(MBC) - 탤마 스틱클리 (앨프리 우더드) 역
- 일본침몰(MBC) - 이오 역
- 나비효과(MBC) - 7세 에반 (로건 러먼) 역
- 무인 곽원갑(MBC) - 곽원갑의 어머니(포기정) / 어린 곽원갑(노우호) 역
- 프로텍션(MBC) - 로라 (데보라 오델) 역
- 아이엠 샘(MBC) - 애니 (다이안 위스트) / 윌리 (체이스 매켄지 베박) 역
- 정복자 펠레(MBC) - 펠레 (펠레 베네가아르드) 역
- 조강지처 클럽(MBC) - 앨리스 (골디 혼) 역
- 엘프(MBC) - 마이클 (대니얼 테이) 역
- 굿바이 마이 프렌드(MBC) - 덱스터 (조셉 마젤로) 역
- 윈스턴 처칠의 젊은 시절(MBC) - 소년 처칠 역
- 어바웃 어 보이(MBC) - 마커스 (니컬러스 홀트) 역
- 트루먼 쇼(MBC) - 로렌 / 실비아 (너태샤 매켈혼) 역
- 콘헤드 대소동(MBC) - 프라이맷 (제인 커틴) 역
- 더티 해리 4 - 써든 임팩트(MBC)
- 책상서랍 속의 동화(MBC) - 장 휘거 (장혜과) 역
- 캐스퍼와 웬디(MBC) - 캐스퍼 (제러미 폴리) 역
- 플루크(MBC) - 브라이언 (맥스 포머란츠) 역
- 8밀리(MBC) - 웰즈 아내 역
- 본 콜렉터(MBC) - 셀마 (퀸 라티파) 역
- 유혹은 밤 그림자처럼(MBC) - 데니스 부인 / 아로카스 부인 역
- 스튜어트 리틀(MBC) - 조지 (조너선 립니키) 역
- 스타워즈 에피소드1(MBC) - 아나킨 (제이크 로이드) 역
- 인도차이나(MBC) - 이베트 (도미니ㄱ그 블랑) 역
- 로즈 앤 그레고리(MBC)
- 룰스 오브 인게이지먼트(MBC)
- 포레스트 검프(MBC)
- 슬립 허, 쉬즈 프렌치(MBC) - 랜돌프 그래디 (제시 제임스) 역
- 미스 에이전트2(SBS) - 샘 풀러 (리자이나 킹) 역
- 베토벤(MBC) - 테드 (크리스토퍼 캐스틸)
- 마스터 앤드 커맨더: 위대한 정복자(MBC) - 블라키니 (맥스 퍼키스) 역
- 베니와 준(MBC)
- 메이드 인 아메리카(MBC)
- 에너미 앳 더 게이트(MBC) - 사샤 (게이브리얼 톰슨) 역
- 붉은 수수밭(MBC) - 유모(주계운)
- 고스포드 파크(MBC)
- 의천도룡기(MBC) - 멸절사태 역
- 실버호크(MBC)
- 브루스 올마이티(MBC) - 할머니(릴리안 애덤스) / 댄스필드(셀마 스턴)
- 어느 멋진 날(MBC)
- 픽쳐 클레어(MBC) - 패트리샤 역
- 패트리어트(MBC)
- 제니퍼 연쇄 살인사건(MBC) - 트림블 역
- 후크(MBC) - 잭 (찰리 코스모) 역
- 파워 오브 원(MBC) - PK 12세(사이먼 펜튼)
- 비벌리힐즈의 아이들(MBC) - 안드리아 역
- 론머맨(MBC) - 피터 역
- 사랑의 기쁨(MBC)
- 광부의 딸(MBC)
- 어머니 나를 다시 사랑해 주세요(MBC)
- 머나먼 여정(MBC) - 피터(벤즈 솔)
- 키스 더 걸(SBS) - 케이트 맥티어넌 (애슐리 저드) 역
- 마법의 동전(EBS) - 스티비 (스펜서 브레슬린) 역
- 소년 탐정단 - 해골 섬의 비밀을 찾아서(EBS) - 밥 (캐머런 모나그핸) 역
- 칼라의 소망(EBS)
- 말썽꾸러기 로타(EBS) - 버그 (마가레타 와이버스) 역
- 빨간 머리 앤(영어판)(EBS) - 아멜리아 역
- 소살리토(MBC) - 스캇(스캇 랭)
- 인자무적(MBC)
- 인형의 집으로 오세요(MBC) - 렐피 (디미트리 데프레스코) 역
- 꿈꾸는 도시(MBC) - 데스먼드 (조조 스몰렛)
- 마틸다(MBC) - 엄마 (리아 펄먼)
- 함정(MBC) - 셰릴 랭 (조앤 큐잭)
- 인디아나 존스: 미궁의 사원(MBC) - 쇼티 (키 호이 콴)
- 중앙역(MBC) - 조슈에 (비니시우스 드 올리베이라)
- 시크리트 웨폰(MBC) - 캐시 (테리 트레스)
- 템플 기사단의 잃어버린 보물(EBS) - 버그 (마가레타 와이버스)
- 스트리트 나이트(SBS) - 루신다(케티 레스터)
- 잭 프로스트(SBS)
- 누가 로저 래빗을 모함했나(MBC) - 미키 마우스(웨인 올와인) / 대피 덕(멜 블랭크)
- 비틀쥬스(MBC) - 딜리아(캐서린 오하라)
- 레비아탄(MBC) - 보우먼(리사 에일바처)
- 본 콜렉터(MBC) - 셀마(퀸 라티파)
- 흑인 오르페(MBC) - 미라(루디스 드 올리베이라)
- 사랑이 머무는 곳에(MBC) -  X 레이 검시관(다이애나 홀덴)

### 외화
- 말괄량이 마법학교 - 캠퍼스 대소동(SBS) - 비틀 역
- 동양특급 로형사(MBC
- 중국룡(MBC) - 학소문(소문 역)
- 24(MBC) - 콜리어 박사 역
- 뉴욕경찰 24시(MBC) - 여검사 역

### 게임
- 신세기 에반게리온 강철의 걸프렌드 - 이카리 신지
- 용기전승 2 - 티에라 엠로드, 로렌 페루루, 케리 말치네스 부기장
- 용기전승 플러스 - 세디 캘리버
- 몬스터나라 판타리아 - 찬
- 오! 나의 여신님이여 - 울드
- 무인도 이야기 R - 리카 / 미호
- 크리스탈 클래스 - 쥬오 크로크
- 파랜드오딧세이1 (=파랜드택틱스3) - 셀레모스

### 방송
- 뽀뽀뽀 아이조아(MBC)
- 선우재덕의 데미지 (코미디TV)
- 기상천외 TV동물세상 (부산MBC)
- 기막힌 이야기 실제상황(MBN)

### 라디오
- 만화열전 - 호텔 아프리카 (MBC) - 어린 엘비스 / 넬리 엄마
- 만화열전 - 레드문 (MBC) - 모모

### 홈쇼핑
- 해피콜